# تشابل لو دايل
تشابل لو دايل (بالإنجليزية: Chapel-le-Dale) هي قرية صغيرة (هاملت) تقع ضمن الرعية المدنية لإنجلتون في مقاطعة نورث يوركشير، إنجلترا. تقع القرية داخل نطاق حديقة يوركشير ديلز الوطنية، وتحديدًا في وادٍ يحمل نفس الاسم، وكانت سابقًا جزءًا من ويست رايدينغ أوف يوركشير قبل التعديلات الإدارية في عام 1974.

## الجغرافيا
تُحيط بتشابل-لو-دايل تضاريس وعرة تشتهر بها منطقة يوركشير ديلز، وتُعد نقطة مرور طبيعية بين جبل إنغلبرا وجبل وايرنسايد، وهما من قمم تحدي "القمم الثلاثة" في إنجلترا. يُعرف الوادي بجماله الطبيعي ومساراته المخصصة للمشي وركوب الدراجات.

## المعالم البارزة
تحتوي القرية على كنيسة صغيرة تُعرف باسم "كنيسة القديس ليونارد"، وهي تعود للقرن السابع عشر، وتُعد معلمًا تاريخيًا مهمًا. تقع القرية أيضًا بالقرب من كهف وايت سكارس (White Scar Cave)، أحد أطول الكهوف السياحية في المملكة المتحدة، والذي يجتذب الزوار على مدار العام.

## التاريخ
تأثرت القرية تاريخيًا بأعمال الإنشاء في خط سكة حديد سيتل وكارلايل، حيث تم استخدام المنطقة كمخيم مؤقت للعمال خلال بناء النفق في أواخر القرن التاسع عشر. لا تزال القبور في الكنيسة المحلية تضم رفات عدد كبير من هؤلاء العمال الذين توفوا خلال تلك الفترة.